# G.I. Joe

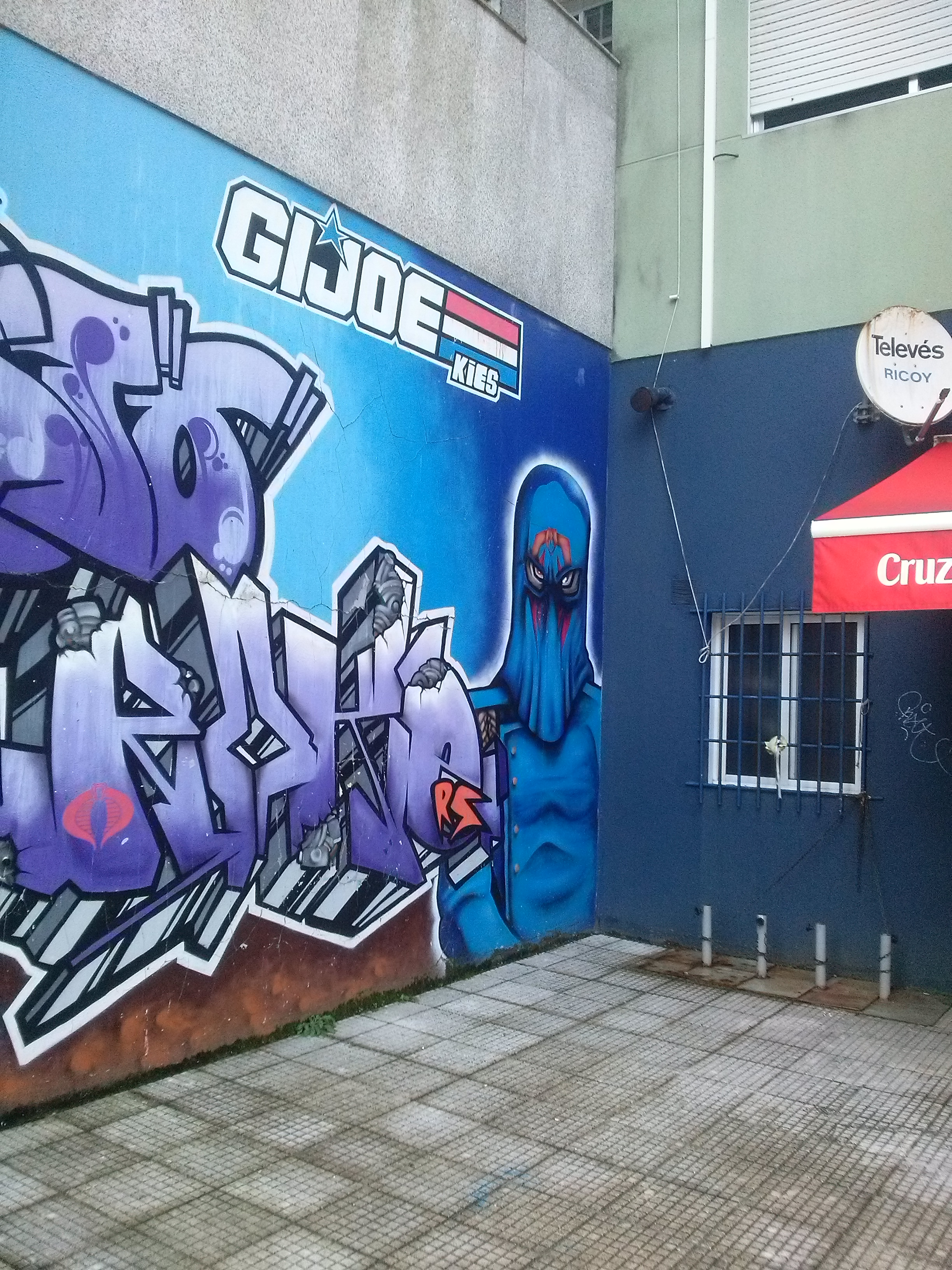
Grafiti en la ciudad de Vigo (España) con la imagen del Comandante Cobra.

G.I. Joe (Government Issue, Joe: en referencia a la representación del Gobierno estadounidense en sus soldados, apodados durante la Segunda Guerra Mundial "JOE") es el nombre de una línea de figuras de acción concebida por Stanley Weston, quien en 1963 tuvo la idea de crear unos muñecos militares enfocados a los niños, que pretendían emular el éxito de Barbie entre las niñas. Originalmente pensada para ser la línea de figuras del show televisivo del propio Weston, la idea acabó atrayendo a la sociedad juguetera Hasbro, que vio potencial en el proyecto, e inspirándose en el éxito del filme de 1945 También somos seres humanos de United Artists, dirigida por William Wellman, la empresa decidió bautizar su idea con el nombre genérico de "G.I. Joe". Un año más tarde, el 2 de febrero de 1964, se lanzaron al mercado las primeras cuatro figuras de 12 pulgadas (30,48 cm), cada una representando una rama del ejército.
En 1982 la línea se relanzó en una escala de 3,75 pulgadas (9,5 cm) completa con vehículos, juegos y una compleja historia de fondo que involucra una lucha continua entre el equipo G.I. Joe y la malvada organización Cobra que busca apoderarse del mundo libre a través de terrorismo. 
El concepto original de G.I. Joe fue inicialmente creado por David Breger, al que se le encargó la creación de un cómic para los militares de Estados Unidos durante la Segunda Guerra Mundial. Breger llegó con el título "G.I. Joe" con la referencia militar "Government Issue" (asunto del Gobierno). Su historieta se publicó el 17 de noviembre de 1942 en la revista militar YANK y el periódico Stars and Stripes [cita requerida].

## Encarnaciones
La línea de juguetes está compuesta por las siguientes encarnaciones. Algunas de ellas están relacionadas entre sí:
- G.I. Joe (1964-1969)
- G.I. Joe Adventure Team (1970-1978)
- G.I. Joe: A Real American Hero (1982-1994)
- G.I. Joe: Hall of Fame (1992-1994)
- Sgt. Savage and the Screaming Eagles (1995)
- G.I. Joe: Classic Collection (1995-2004)
- G.I. Joe Extreme (1996-1997)
- G.I. Joe: Toys R Us Exclusives (1997-1998)
- G.I. Joe: Timeless Collection (1998-2003)
- G.I. Joe: The Real American Hero Collection (2000-2002)
- G.I. Joe vs. Cobra (2002)
- G.I. Joe vs. Cobra: Spytroops (2003)
- G.I. Joe: Valor vs. Venom (2004-2005)
- G.I. Joe: Sigma 6 (2005-presente)
- G.I. Joe edición 25 aniversario (2007-presente)

### G.I. Joe (1964-1969)
La sociedad juguetera Hasbro lanzó al mercado la línea de figuras de acción G.I. Joe con la intención de atraer a los chicos con un «soldato movible» (en oposición a las muñecas como Barbie) con 21 puntos de articulación. Las figuras medían 12" (30,48 cm) de alto y estaban inspiradas en los soldados de la 2.ª Guerra Mundial. La línea estaba dedicada a un personaje llamado G.I. Joe, que representa al soldado anónimo estadounidense, héroe de la gran conflagración contra la Alemania nazi, y contó inicialmente con cuatro muñecos, representando al soldado de infantería, el infante de marina (marine), al marinero, y al piloto de la fuerza aérea. Más tarde se diversificó, incluyendo a miembros de las diferentes fuerzas armadas de Estados Unidos y de algunos países extranjeros.

### G.I. Joe Adventure Team (1970-1978)
La creciente impopularidad de la guerra de Vietnam forzó a Hasbro a un cambio en el enfoque de sus figuras de acción, debido al declive que todo lo militarista empezaba a sufrir. El producto se separó pues de los esquemas bélicos originales, y comenzó a introducir conceptos más fantásticos, convirtiéndose, como el nombre indica, en un equipo de aventureros. Estos fueron los años de la kung-fu grip (acción kung-fu), creada originalmente por Palitoy para su Action Man, consistente en un resorte para que las figuras simularan un golpe de artes marciales; también introdujeron a los "Intruders" (Intrusos), invasores alienígenas, como enemigos de los personajes humanos. El alza del precio del petróleo a finales de los setenta, obligó a buscar nuevos medios para ahorrar costes y mantenerse a flote, para lo cual, en 1976 se dejó de producir figuras de 12″, y al año siguiente se introdujo una nueva línea de figuras de 8″ (20,32 cm), bautizada como "Super Joe", que convirtió a los personajes de G.I. Joe en superhéroes. Finalmente en 1978, Super Joe fue descontinuado, oficialmente por lo costoso que suponía la fabricación de material de plástico, debido a la crisis del petróleo, aunque también podrían apuntarse otras causas, de índole más comerciales y empresariales.

### G.I. Joe: A Real American Hero (1982-1994)
Después de algunos años de ausencia en las jugueterías, y animados por el éxito de las figuras de acción de la película La guerra de las galaxias, G.I. Joe fue reintroducido por Hasbro en el formato de 3 3/4 pulg. (9,52 cm). Las primeras figuras presentaron un equipo de soldados de élite totalmente articulados, que podían adoptar cualquier pose. Uno de los mayores atractivos de estas figuras era que cada una de ellas representaba un personaje individual, con su propio historial reflejado en una ficha personal. Como antagonistas de este equipo de élite, se introdujo la organización terrorista Cobra para que sirviera de contrapunto a los «héroes americanos».
Los juguetes vinieron acompañados de una fuerte campaña publicitaria, y contaron con el soporte de dos series de animación que se emitieron por todo el país, la primera producida por Marvel Productions y Sunbow, y la segunda por DiC. Sunbow, asimismo, produjo en 1987 un largometraje de animación: G.I. Joe: La película. Además, la editorial Marvel publicó desde 1982 un cómic dedicado a los personajes. Guionizado en su totalidad por Larry Hama, autor también, entre otros, de la series The 'Nam y de numerosos números del cómic Wolverine, constó de un total de 155 números y varias series paralelas relacionadas. Igualmente, se crearon varios videojuegos para diversas plataformas.
La línea duró hasta 1994, produciéndose cientos de figuras y vehículos que se iban renovando cada año con nuevos personajes o versiones de los ya existentes, tanto de G.I. Joe como de Cobra.

### Sgt. Savage and the Screaming Eagles (1995)
Inmediatamente a la desaparición de G.I. Joe A Real American Hero, Hasbro comercializó esta línea de figuras de 4" (10 cm) amparadas bajo el sello de G.I. Joe. (El sargento savage y las águilas victoriosas) El Sargento Savage es un héroe de la 2.ª Guerra Mundial, que acompañado por sus "Screaming Eagles" (Águilas victoriosas), lucha contra la organización I.R.O.N. Army (Armada de A.C.E.R.O.), una facción claramente inspirada en el ejército alemán nazi. Las figuras, de mayor tamaño que las de A Real american Hero, tenían ciertos parecidos en su construcción con éstas, aunque no guardaban las mismas proporciones corporales. El arte mostrado en los blísteres y cajas fue realizado por Joe Kubert, artista americano de cómics. Se produjo también un episodio piloto para una futura serie de animación, pero ésta fue cancelada porque la línea tuvo una vida muy corta, debido a su fracaso comercial.

### G.I. Joe Extreme (1996-1997)
Tras la breve serie del Sargento Savage, Hasbro intentó una nueva adaptación de G.I. Joe, esta vez con figuras de 5" (12,7 cm) de estilo similar a los Masters del Universo. La ambientación se situaba en un futuro en el que el equipo Extreme de G.I. Joe luchaba contra la organización SKAR: Soldiers of Kaos, Anarchy and Ruin (Soldados del Caos, la Anarquía y la Ruina). Para apoyar la línea, la editorial Dark Horse publicó un cómic basado en estas figuras, escrito por Mike W. Barr y dibujada por Tatsuya Ishida y Scott Reed. También se creó una serie de animación que constó de dos temporadas, y un total de 26 episodios.

### Toys R Us Exclusives (1997-1998)
La cadena de jugueterías Toys "R" Us rescató las figuras de A Real American Hero, produciendo en exclusiva, para la comercialización en sus tiendas, una línea llamada "The Real American Hero Collection" que recuperaba los juguetes que triunfaran unos años antes, incluyendo algunos vehículos, y presentándolos en blísters de tres unidades, pero bajo las mismas premisas bajo las que fueron conocidos anteriormente.

### Vuelven los G.I. Joe de 12 pulgadas

#### Hall of Fame (1992-1994)
En 1991, Hasbro reintrodujo la primera figura de 12" de G.I Joe desde 1978; se trataba de Duque (ingl. Duke), personaje del universo de 'A Real American Hero', comercializado de manera exclusiva a través de la cadena de comercios Target. A partir de 1992, se creó una línea llamada Hall of Fame (Salón de la Fama), ya de distribución masiva, con más personajes de A Real American Hero, en la que, además, se incluían vehículos y equipamiento como complementos. Estas figuras empezaron a fabricarse siguiendo la construcción del británico Action Man, en lugar de la construcción clásica.
En 1994, se lanzó una serie conmemorativa del 30 Aniversario del primer G.I. Joe de 12", llamada "30th Salute", y un "Hall of Fame" basado también en aquellas figuras, esta última siendo exclusiva de ciertos comercios. Ambas volvían al concepto de los 60.

#### Classic Collection (1995-2004)
Ante el éxito de las nuevas figuras de 12", Hasbro, vía su sucursal Kenner, decidió comercializarlas sin el sello 'A Real American Hero', volviendo al concepto original de los años 60. Las figuras incluían uniformes detallados, y accesorios realistas. Volvieron a producirse miembros de fuerzas armadas no estadounidenses, así como personajes de diferentes razas, y figuras femeninas. En 2001 se editó una línea conmemorativa del aniversario del ataque japonés a Pearl Harbor.

#### Timeless Collection (1998-2003)
Bajo este nombre, Hasbro fabricó toda una línea de figuras que recreaban las de los años 60 y 70, desde los primeros diseños, al 'Adventure Team', incluyendo el diseñado de sus cajas. Todas ellas fueron vendidas en exclusiva a través de diferentes cadenas comerciales.

### El regreso deA Real American Hero(2000-2006)

#### Real American Hero Collection (2000-2002)
Entre 2000 y 2002, Hasbro produjo la conocida como Collectors Edition, con la que recuperó nuevamente los moldes de A Real American Hero en blísteres de dos figuras, poniendo una especial atención a los detalles de pintado. Asimismo, se comercializaron varios vehículos recuperados de aquella serie.

#### G.I. Joe vs Cobra (2002-2005)
Bajo este epígrafe, los personajes de A Real American Hero regresaron al mercado de distribución masiva, creándose para ello nuevos modelados de los personajes clásicos, amén de introducir nuevos personajes. Estos modelados eran ligeramente diferentes a los de los años de A Real American Hero, generalmente menos proporcionados y abultados con respecto a aquellos. A esta recuperación contribuyó la publicación, a partir de 2001, de un nuevo cómic basado en los personajes, publicado por la editorial Devil's Due, -que posteriormente publicaría bajo el sello de Image-, creándose algunas figuras basadas en personajes aparecidos en él.
En esta ocasión se comercializaron diferentes subseries, la primera de ellas, en 2003, llamada Spy Troops (Tropas Espía), en la que las figuras de uno y otro bando incluían ropas y accesorios para aparentar ser personajes del grupo rival; y entre 2004 y 2005, Valor vs Venom (Valor contra Veneno), de la que se realizó una película de animación por ordenador.
Paralelamente a estas series principales, se comercializaron también, hasta 2006, los llamados comic-packs, que incluían un cómic clásico de Marvel, y las tres figuras principales protagonistas del mismo. También se produjeron packs de cinco figuras que compartían una temática común, como la de pertenecer a un comando concreto, o formar una tropa uniformada; éstos generalmente se comercializaron en exclusiva a través de diferentes cadenas comerciales.

#### Direct to Consumer (2005-2008)
En 2005 G.I. Joe abandonó nuevamente las estanterías de las tiendas para pasar a ser comercializado exclusivamente por Internet, a través de la tienda en línea de Hasbro, que también distribuía, a su vez, a otras tiendas en línea. La "DTC" (Directo al Consumidor) se compuso de una cantidad limitada de figuras, aparecidas entre 2005 y 2006, aunque también se produjeron varios vehículos, algunos de ellos de gran tamaño. La última hornada de figuras, prevista inicialmente para 2006, fue cancelada debido a la inminente aparición de la línea conmemorativa del 25 Aniversario de A Real American Hero, y posteriormente reeditada en 2008.

#### Sigma 6 (2005-2007)
Bajo este nombre Hasbro creó una serie de figuras de 8" (20,32 cm) con múltiples articulaciones y con un aspecto más caricaturesco y de inspiración manga que sus precedentes, orientada principalmente a un público más infantil. Se acompañó su lanzamiento de una serie de televisión. Los personajes eran los mismos que forman el universo ARAH, pero sus orígenes y personalidades fueron sustancialmente modificados con respecto a la continuidad mostrada en los cómics o en los dibujos animados.

### G.I. Joe 25º Aniversario (2007-2008)
Con motivo del 25º Aniversario de A Real American Hero, Hasbro relanzó G.I.Joe creando nuevos moldes para sus figuras, mucho más detalladas y realistas, con más articulaciones que las comercializadas hasta entonces (8 articulaciones de estas, frente a 12 de las modernas), aunque con algunas limitaciones de movimiento no presente en las clásicas, siendo también ligeramente más grandes en escala (3,9", es decir 10 cm). Las figuras representan nuevamente a los personajes clásicos más populares de la línea, presentados en blísteres cuyo arte reproduce exactamente el mismo que mostraban originalmente en los años ochenta. La línea alcanza gran popularidad al ser distribuida por los cauces comerciales masivos, y empieza a producir gran cantidad de variantes de los mismos personajes, así como a introducir figuras de personajes jamás producidas antes, procedentes de los cómics o de las series animadas. Se complementan las figuras vendidas en blísteres individuales con unos comic-packs, semejantes a los comercializados hasta 2006, que incluyen estas nuevas figuras de molde renovado, con la particularidad de que los cómics incluíos son revisiones modernas de cómics clásicos de Marvel, algunos de los cuales contando con la participación de Larry Hama.
Coincidiendo con este Aniversario, se anuncia la producción de un filme de imagen real inspirado en el universo de A Real American Hero, dirigido por Steve Sommers, con el título de "G. I. Joe: The Rise of Cobra". Paralelamente, Electronic Arts anuncia la producción de un videojuego inspirado en la película.
En 2008 Devil's Due pierde los derechos de publicación del cómic, que van a parar a la editorial IDW para la realización de una nueva serie, que cuenta con la participación de Larry Hama, quien ya se encargó de los personajes a su paso por Marvel Comics. La serie inicia su andadura en enero de 2009.
También en esta fecha se da a conocer el proyecto de una nueva serie de animación, llamada G.I. Joe Resolute, que verá finalmente la luz en 2009. Escrita por Warren Ellis, está compuesta por diez episodios de cinco minutos, más un episodio final de diez minutos, narrando la clásica confrontación entre G.I. Joe y Cobra desde un enfoque más adulto que las anteriores series sobre los personajes. Hasbro además, dota a esta producción con su propia línea de figuras, en la que se comercializan las versiones de los personajes que en ella aparecen.

### G.I. Joe The Rise of Cobra (2009-presente)
El 7 de agosto de 2009 se estrenó G.I.Joe: The Rise of Cobra, el primer filme de imagen real de los personajes de A Real American Hero, dirigida por Steve Sommers. Paralelamente, se comercializan figuras representando a sus personajes, así como los vehículos que en ella se muestran, aunque a medida que avanzan los meses, también se comercializan bajo el sello TROC figuras y vehículos que, aunque pertenecen al universo ARAH, no aparecen en la película.
El éxito de taquilla lleva a la preproducción de una secuela, que no cuenta con el director de la primera, pero sí con los mismos actores, al estar estos contractualmente ligados a la productora.